# 里約熱內盧輕軌
里約熱內盧輕軌（葡萄牙語：VLT do Rio de Janeiro）是服務於巴西里約熱內盧的現代輕軌系統。在該市成功申辦2016 年夏季奧運會之前，該系統投入營運，是該地區配合奧運舉辦，建設的幾個新的公共交通發展項目之一。它的正式名稱是VLT Carioca，VLT 為葡萄牙語 「veículo leve sobre trilhos」，與英語的輕軌同義。

## 簡介
該系統1號線於2016年6月5日開始營運，較奧運開幕提前2個月，至7月12日共開放新里約巴士總站與圣杜蒙特机场之間15公里、16個車站投入營運。1號線延伸與2號線於2017年開通，3號線則在2019年開通。
該系統使用32輛7節編組的阿爾斯通Citadis特低地台電車，列車總長 44 米，寬 2.65 米，高 3.82 米，每側有八個門，每輛可載運 420 名乘客。前5輛電車建於阿爾斯通的在法国拉羅謝爾的工廠，2015年7月由法國運到里約，其餘27輛由阿爾斯通在聖保羅州陶巴特的工廠製造。
本系統全線未設置架空線。取而代之的是，阿爾斯通為大約 80% 的線路配備了專有的地面供電(APS) 系統。剩下的 20% 使用列車配備的電容器儲能，該電容器設備同樣由阿爾斯通開發。

## 路線

### 1號線
1號線從圣杜蒙特机场到福爾摩沙海灘，共20個車站，其中10站只有單向電車停靠，旅客可以在辛蘭迪亞站和卡里奧卡站轉乘里約熱內盧地鐵1號線與里约热内卢地铁2号线。在普羅維登斯站可轉乘普羅維登斯纜車。1號線通車於2016年6月5日連接新里約巴士總站與圣杜蒙特机场，1號線的經過許多重要景點里約熱內盧現代藝術博物館、里約市劇院、國家圖書館、國家美術博物館。2017 年12月2日延伸一站至福爾摩沙海灘站。1號線西端與2號線有7個換乘站，東段6個車站與3號線共線。

### 2號線
2號線從十五廣場到福爾摩沙海灘，共14個車站，其中6站只有單向電車停靠，旅客可以在中央車站站轉乘3號線、里約熱內盧地鐵1號線與里约热内卢地铁2号线，2號線西端與1號線有7個換乘站。2號線首段通車於2017 年2月6日，從十五廣場站至撒拉站4站，10 月21日，撒拉站和羅多瓦里亞站之間的路段開通。12月2日同1號線一同延伸至福爾摩沙海灘站。

### 3號線
3號線從圣杜蒙特机场到里約的巴西中央車站，共10個車站，其中東段6個車站與1號線共線，使聖杜蒙特機場到巴西中央車站不再需要換乘(原本須在1、2號線間換乘)，3號線可在中央車站站轉乘2號線、里約熱內盧地鐵1號線與里约热内卢地铁2号线，在辛蘭迪亞站和卡里奧卡站也可以轉乘里約熱內盧地鐵1號線與里约热内卢地铁2号线。3號線在2019年 10 月 26 日通車。